# 風人物語
《風人物語》為一部於2004年由Production I.G制作的日本電視動畫。於2004年以大鳥南的企劃為原案、Production I.G制作的動畫。（此企劃獲得第一屆日本動畫企劃大賞）
先在 SKY PerfecTV! 內的 パーフェクト・チョイス 以 PPV 形式播映後，2005年於CS頻道 ファミリー劇場 中播映，2006年6月17日於NHK衛星第2電視台的衛星動畫劇場（星期六上午8：06～）再次播映，2006年6月23日於 フレッツ・スクウェア 的動畫・特撮區 オンデマンド 播映。
本片在台灣由曼迪傳播取得代理發行權。

## 登場人物
- ナオ：名塚佳織
- ミキ：花村怜美
- 潤：入野自由
- 涼子：岩村愛
- 大気：杉山大
- 雪緒：水野理紗
- 好三郎：竹田雅則
- 保険医：AZU

## 製作人員
- 原案：大鳥南（第1屆動畫企劃大賞・大賞受賞作品）
- 監督：西村純二
- 監修：押井守
- 人物設定：荒川眞嗣
- 美術監督：小林七郎
- 色彩設定：広瀬いづみ
- 攝影監督：谷内潤
- 編輯：植松淳一
- 音響監督：若林和弘
- 音樂：川井憲次
- 製作人：田中信作、小岐須泰世、五味大輔、小野寺直樹
- 動畫製作：Production I.G
- 製作：「風人物語製作委員会」（東北新社、博報堂DY Media Partners、SKY PerfecTV!、Culture Publishers）

## 主題曲
- 片頭曲

作詞：Satomi／作曲：佐々木潤／歌：YuU(coutesy of radiosonic records)
- 片尾曲

作詞：西村純二／補作詞：児島由美／作曲：川井憲次／歌：Windy-s

## 各話列表
| 話數 | 日文標題 | 中文標題             | 腳本                    | 分鏡     | 演出     | 作画監督            |
| ---- | -------- | -------------------- | ----------------------- | -------- | -------- | ------------------- |
| 1    |          | 風猫                 | じんのひろあき          | 西村純二 | 西村純二 | 小倉陳利            |
| 2    |          | 風之祭典             | じんのひろあき          | 西村純二 | 西村純二 | 小倉陳利            |
| 3    |          | 奔跑女孩             | じんのひろあき          | 川崎逸朗 | 川崎逸朗 | 谷津美弥子 窪田康高 |
| 4    |          | 橡果是飛鼠           | じんのひろあき          | 鎌倉由實 | 鎌倉由實 | 窪田康高            |
| 5    |          | 保健室物語           | じんのひろあき          | 西村純二 | 高林久弥 | 飯田宏義            |
| 6    |          | 踢罐                 | じんのひろあき          | 川崎逸朗 | 川崎逸朗 | 窪田康高            |
| 7    |          | 颱風來了             | じんのひろあき 西村純二 | 西村純二 | 森脇真琴 | 飯田宏義            |
| 8    |          | 大掃除帶來親吻的預感 | じんのひろあき          | 鎌倉由實 | 鎌倉由實 | 窪田康高            |
| 9    |          | 爸爸的摩托車         | じんのひろあき          | 若林厚史 | 高林久弥 | 塩谷直義            |
| 10   |          | 地球最後的一天       | 荒川真嗣                | 川崎逸朗 | 川崎逸朗 | 窪田康高            |
| 11   |          | 試鏡顛倒記           | じんのひろあき          | 荒川眞嗣 | 高林久弥 | 飯田宏義            |
| 12   |          | 櫻花季               | 兵藤真子                | 川崎逸朗 | 寺沢伸介 | 飯塚晴子 寺沢伸介   |
| 13   |          | 雪緒再度出現         | 兵藤真子 西村純二       | 西村純二 | 川崎逸朗 | 窪田康高            |

## 外部連結
- 風人物語